# Риден (Кауфбойрен)
Риден (нем. Rieden) — община в Германии, в земле Бавария.
Подчиняется административному округу Швабия. Входит в состав района Восточный Алльгой. Население составляет 1265 человек (на 31 декабря 2010 года). Занимает площадь 8,41 км².